# John Carlin
John Charles Carlin (Londres, 12 de mayo de 1956) es un escritor y periodista británico que también posee la nacionalidad española. Su actividad profesional está centrada en la política y el deporte.
Su libro Playing the Enemy (en español titulado El factor humano), publicado en 2008, tuvo gran aceptación entre el público y la crítica literaria. La película Invictus, estrenada en 2009, se inspiró en esta obra de Carlin.

## Vida personal
John Carlin es hijo de padre escocés y de madre española (concretamente, de Madrid). Pasó los tres primeros años de vida en el norte de Londres, para trasladarse posteriormente a Buenos Aires (Argentina), ya que su padre fue destinado a la embajada británica en dicho país. Allí realizó parte de sus estudios primarios en el prestigioso Colegio Cardenal Newman, institución de origen irlandesa. De regreso a Reino Unido, se educó en un internado de Ludlow (Shropshire) y estudió posteriormente en la Universidad de Oxford, donde obtuvo un máster en Lengua y Literatura inglesa. Tiene un hijo.
Así describe Carlin su experiencia de haber vivido en diferentes países: «Siento ternura por Argentina, donde me crié; pasión por Sudáfrica, donde viví los años más emocionantes; amor por España, donde nació mi madre; y afinidad por Gran Bretaña, donde nací e hice mis estudios. Pero el país que más me ha deslumbrado (...) es Islandia».

## Carrera profesional
Carlin empezó su carrera profesional en el Buenos Aires Herald. De ahí se fue a México a trabajar para el Times de Londres; posteriormente se desplazó a Centroamérica donde cubrió las guerras de la región para, además del Times, la BBC, ABC radio (USA), CBC radio (Canadá), Sunday Times y Toronto Star. Vivió un tiempo en El Salvador y en Nicaragua. En 1986 se incorporó al recién creado The Independent como corresponsal en México y Centroamérica y ocupó el cargo de corresponsal jefe del diario en Sudáfrica entre 1989 y 1995. En 1993 escribió y presentó un documental para la BBC sobre la tercera fuerza sudafricana, su primer trabajo en televisión. Entre los años 1995 y 1998 fue corresponsal en Estados Unidos para el mismo diario.
En 1997 escribió un artículo titulado A Farewell to Arms (Adiós a las armas) para la revista Wired que trataba sobre la guerra informática. Este artículo sirvió de base para el guion de la fallida película de 1999 WW3.com. Aunque no llegó a ver la luz, otra película, Live Free or Die Hard, lanzada en 2007, retomó las ideas del artículo de John Carlin.
En 1999 trabajó como guionista y entrevistador en un capítulo de la serie Frontline de la PBS estadounidense titulado The Long Walk of Nelson Mandela (La larga marcha de Nelson Mandela). Este capítulo fue también retrasmitido en Sudáfrica por la SABC bajo el título The First Accused.
En 2000, otro artículo de John Carlin sirvió de base para el guion del documental de Channel 4 Maradona - Kicking the Habit (Maradona, dejando el hábito). Ese mismo año Carlin ganó el Premio Ortega y Gasset otorgado por el periódico español El País por un artículo en este mismo diario. Entre 1998 y 2017 trabajó como escritor sénior en El País.
A mediados de 2003, fue el primer periodista en entrevistar a David Beckham como jugador del Real Madrid tras ser fichado el jugador inglés por el club madrileño.
Ha escrito, entre otros medios, para The Times, The Financial Times, The New York Times, Wall Street Journal, New Statesman, New Republic, The Observer, The Guardian y The Daily Mail. Ha trabajado en documentales de televisión para la BBC, PBS, ESPN, Channel Four y Canal Plus España. Escribía dos columnas en El País (hasta octubre de 2017) tituladas El Corner Inglés y El Factor Humano. [cita requerida]Fue despedido de este periódico el 11 de octubre de 2017 por escribir un artículo en The Times titulado Catalan independence: arrogance of Madrid explains this chaos. Desde marzo de 2018 escribe una columna semanal para La Vanguardia (España) y Clarín (Argentina).

## Nelson Mandela
Buena parte de la obra de Carlin ha versado sobre la política de Sudáfrica, lo que le llevó a forjar una buena relación personal con Nelson Mandela, presidente de Sudáfrica entre 1994 y 1999. 
Para John Carlin fue sorprendente cómo Mandela logró reconducir los sentimientos negativos de su gente hacia la reconciliación. Carlin considera que «lo fantástico de eso es que, como ser humano, sentía mucha rabia por lo que su familia sufrió, pero tuvo la inteligencia de anteponer los intereses de su país y entendió que no iba a lograr el objetivo de la democracia si iba por el camino de la venganza».
En una entrevista realizada en 1998, Mandela dijo sobre él que «lo que tú escribiste y la forma de desempeñar tus labores en este país fueron absolutamente magníficas, era absolutamente inspirador. Has sido muy valiente diciendo cosas que muchos periodistas nunca hubieran dicho». Mandela escribió la introducción del libro de Carlin en español Heroica Tierra Cruel publicado en 2004.
En agosto de 2008 publicó el libro Playing the Enemy: Nelson Mandela and the Game that Made a Nation (titulado en castellano El factor humano), que se centra en las acciones del presidente Mandela en 1995 durante la Copa Mundial de Rugby que tuvo lugar en Sudáfrica. El libro refleja cómo Nelson Mandela se propuso conquistar al bando opuesto en sus años de prisión, consiguiendo su libertad y llegando a ocupar el cargo de presidente. Desde su alto cargo, Mandela consiguió lidiar con blancos y negros para asegurar la unión de un país dividido por cincuenta años de odio racial y que se encontraba al borde de una guerra civil, mostrando también su inclinación por el deporte como método de unión entre ambos bandos. Para su elaboración se basó en varias entrevistas realizadas entre 2000 y 2007 a destacados personajes de la vida política y deportiva sudafricana, valiéndose además de su trabajo como corresponsal para The Independent en Sudáfrica. Playing the Enemy fue posteriormente llevado al cine, sirviendo como base e inspiración a la película estrenada en 2009 Invictus, dirigida por Clint Eastwood y con Morgan Freeman interpretando el personaje de Mandela. Los guionistas de la película estuvieron consultando a Carlin durante una semana en su residencia de Barcelona sobre la adaptación del libro al cine.
Tanto en el libro El factor humano como en la posterior película llevada al cine (Invictus) se menciona el poema de William Ernest Henley (1849–1903) escrito en 1875 y del que Mandela hizo uso en sus años de prisión para que le ayudara a sobrellevar su encarcelamiento. Los dos versos que cierran el poema son, quizás, los que mejor resumen el espíritu de libertad que se encuentra en su lectura; «Soy el amo de mi destino: soy el capitán de mi alma».

## Filmografía
- The Long Walk of Nelson Mandela Frontline (1999).
- Live Free or Die Hard (2007).
- Invictus (2009).
- The Sixteenth Man.
- Becoming Champions.